# 가토 요시유키
가토 요시유키(일본어: 加藤 善之, 1964년 7월 27일 ~ )는 일본의 전 축구 선수이다.

## 구단 경력
1983년 일본 사커 리그의 요미우리(베르디 가와사키)에 입단했다. 1994년까지 71경기에 나서 4득점을 기록했다. 1995년 재팬 풋볼 리그의 후쿠오카 브룩스로 이적했다. 1995년후 현역 은퇴.